# Halloween (2007)

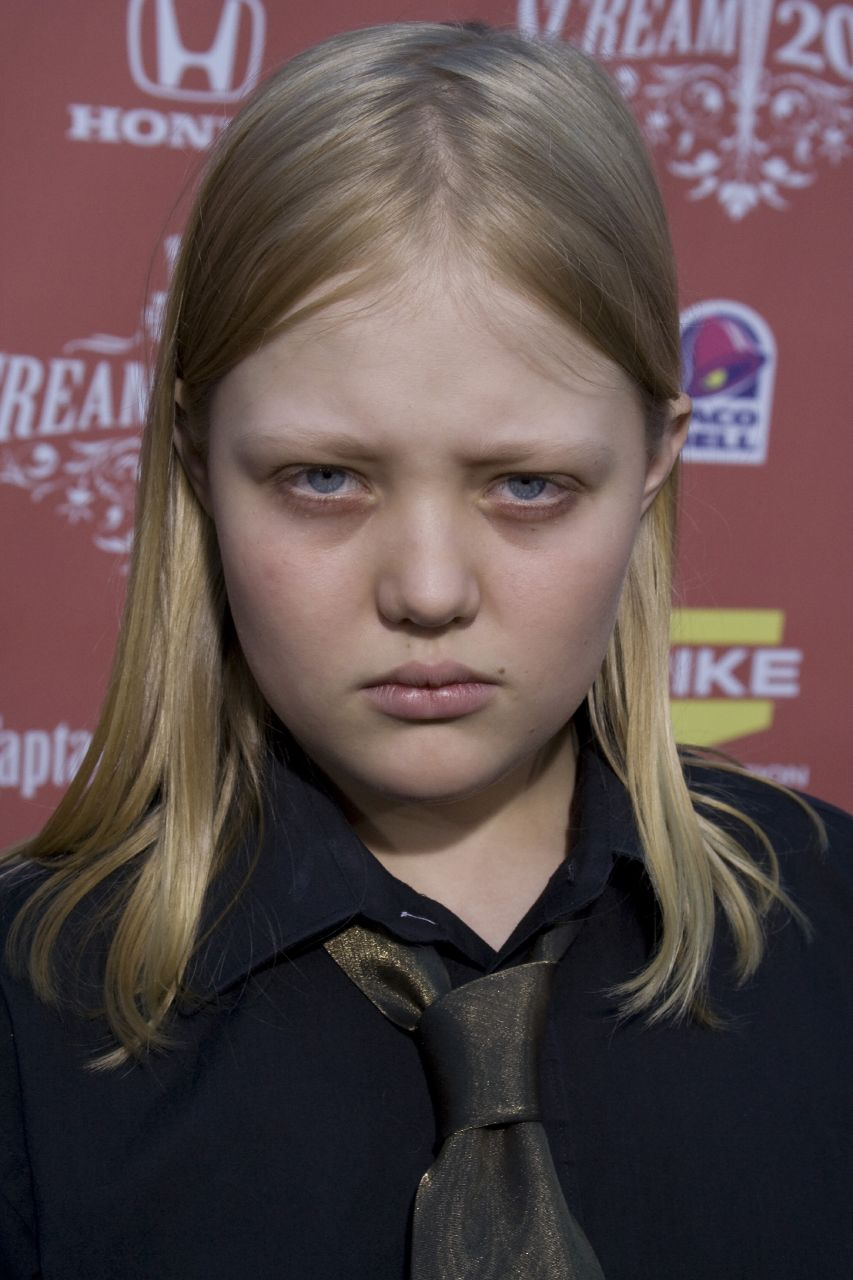
Daeg Faerch

Halloween is een Amerikaanse horrorfilm uit 2007 onder regie van Rob Zombie. De film is een nieuwe versie van de film met de gelijknamige titel uit 1978. Het is geen letterlijke remake geworden, de plot is hier en daar veranderd. Hetzelfde gebeurde eerder bij The Texas Chainsaw Massacre en Dawn of the Dead. De regisseur van de oorspronkelijke film, John Carpenter, heeft verteld geen problemen te hebben met de nieuwe versie.
In navolging van het eerste deel, maakte Zombie in 2009 tevens een herverfilming van Halloween II.

## Verhaal
In Haddonfield, Illinois wordt Deborah Myers (Sheri Moon Zombie) opgeroepen door de school van haar tien jaar oude zoontje Michael (Daeg Faerch). Hij vertoont psychopathisch gedrag en bezit onder meer een collectie foto's van dode dieren. De school acht het niet langer acceptabel en haalt er een kinderpsycholoog bij, genaamd Sam Loomis (Malcolm McDowell). Op hetzelfde moment achtervolgt Michael een van zijn kwelgeesten van school het bos in. Verkleed in zijn Halloween-kleren slaat hij de jongen de hersens in en laat hij het lichaam achter in het bos.

### Bloedbad
Die avond blijft Myers alleen achter op Halloweenavond. Hij zou met zijn zus Judith (Hanna Hall) langs de huizen gaan, maar deze vertrekt liever naar haar kamer met haar vriendje. Myers bindt hierop zijn slapende, gehate stiefvader (William Forsythe) vast op zijn stoel met ducttape. Deze wordt pas wakker wanneer Myers zijn keel doorsnijdt. De vriend van zijn zus blijkt de volgende op het lijstje van de tienjarige psychopaat wanneer hij voor de ijskast staat en Myers hem de hersens inslaat met een aluminium honkbalknuppel. Zijn oudere zus moet eraan geloven wanneer Myers met een mes haar kamer binnenloopt. Wanneer moeder Deborah terugkomt van haar werk als stripper, treft ze Michael aan op het stoepje met zijn baby-zusje Baby Boo gezond en wel in zijn armen.

### Transformatie tot volwassene
Myers wordt opgenomen in een inrichting waar hij dagelijks gesprekken voert met Dr. Loomis. De moorden heeft hij niet gepleegd, houdt hij vol. Wanneer zijn moeder met Loomis praat in de hal, vermoordt hij echter een zuster met een vork. Zijn moeder die al die tijd trouw op bezoek kwam, kan het niet meer aan en schiet zichzelf thuis door het hoofd. Vanaf dat moment spreekt Myers geen woord meer.

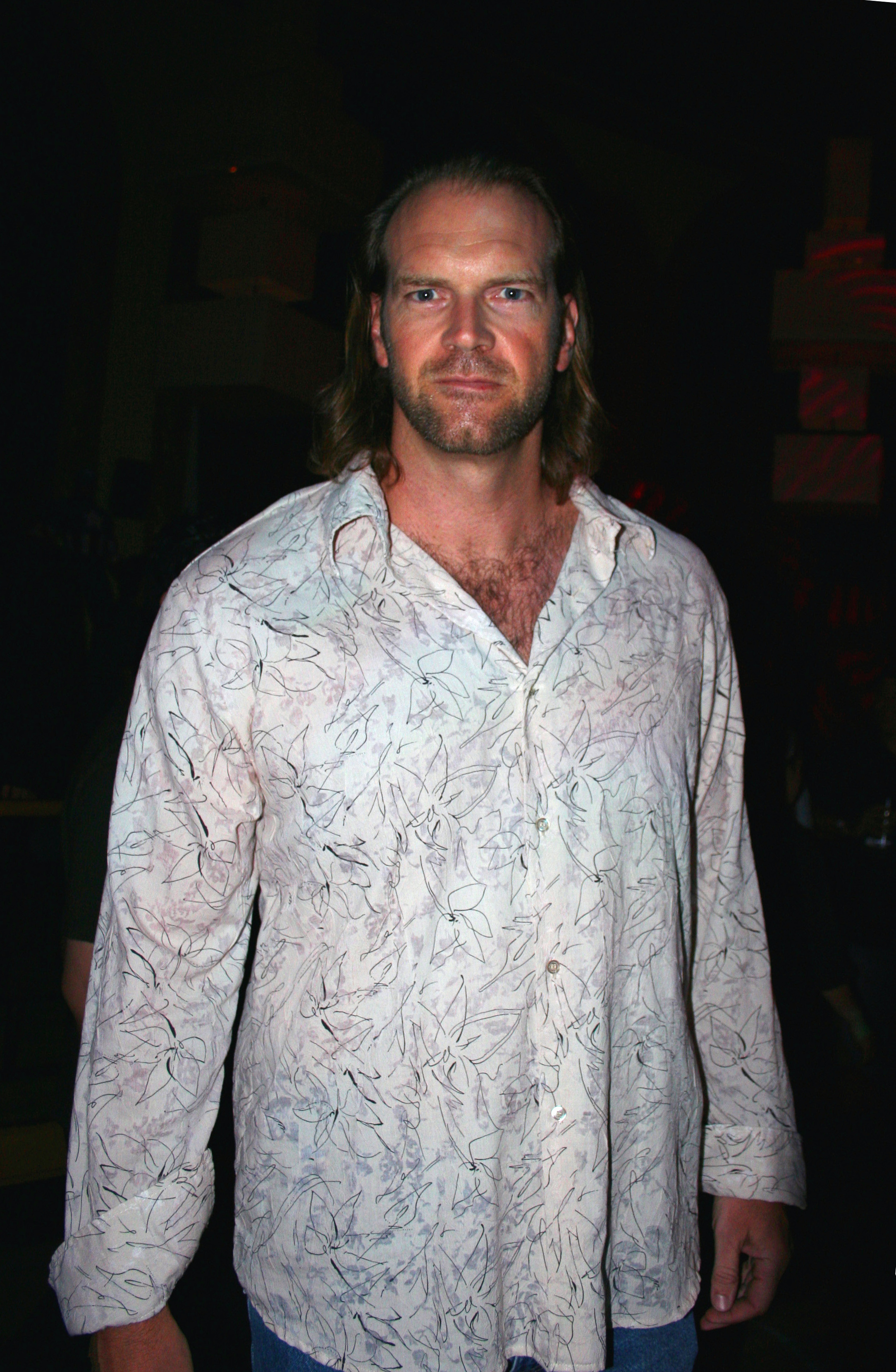
Tyler Mane

Zeventien jaar later is Myers uitgegroeid tot een, zwijgende, beer van een kerel (Tyler Mane). Hij is geobsedeerd door maskers, waar zijn kamer mee vol hangt. Na een ongeluk ontsnapt hij en keert hij terug naar zijn, leegstaande, ouderlijk huis. Hier vindt hij het masker dat de vriend van zijn zus droeg en kenmerkend is geworden voor de Halloweenserie. Tevens vindt hij het keukenmes. Hij gaat geobsedeerd achter babysitter Laurie Strode aan. Iedereen die hij op zijn pad tegenkomt, helpt hij op plastische manier om zeep. Hij moet en zal met Strode in contact komen, aangezien dat alleen haar adoptienaam is. In realiteit is het Baby Boo, die na de slachtpartij jaren geleden door sheriff Lee Brackett (Brad Dourif) meegenomen en geadopteerd werd. Hij heeft haar nooit verteld waar ze vandaan komt, om haar een kans op een normaal leven te geven.

### Climax
Voor Myers uiteindelijk gestopt wordt, moordt hij het halve plaatsje uit. Onder meer dr. Loomis en conciërge Ismael Cruz (Danny Trejo) moeten eraan geloven, ondanks dat deze altijd aardig voor hem waren. Myers wordt in eerste instantie gestopt door dr. Loomis die hem diverse keren beschiet in de hoek van een leeg zwembad, uiteindelijk is het Laurie die hem neerschiet met de gevonden Magnum van dr. Loomis.

## Rolverdeling
| Acteur               | Personage               | Opmerkingen                                             |
| -------------------- | ----------------------- | ------------------------------------------------------- |
| Scout Taylor-Compton | Laurie Strode           | In de officiële film gespeeld door Jamie Lee Curtis.    |
| Danielle Harris      | Annie Brackett          | In de officiële film gespeeld door Nancy Kyes.          |
| Malcolm McDowell     | Dr. Sam Loomis          | In de officiële film gespeeld door Donald Pleasence.    |
| Kristina Klebe       | Lynda                   | In de officiële film gespeeld door P.J. Soles.          |
| Danny Trejo          | Ismael Cruz             |                                                         |
| Sheri Moon           | Deborah Myers           |                                                         |
| Brad Dourif          | Sheriff Brackett        | In de officiële film gespeeld door Charles Cyphers.     |
| Tyler Mane           | Michael Myers (27 jaar) | In de officiële film gespeeld door Nick Castle.         |
| Daeg Faerch          | Michael Myers (10 jaar) |                                                         |
| William Forsythe     | Ronnie White            |                                                         |
| Dee Wallace-Stone    | Cynthia Strode          |                                                         |
| Hanna R. Hall        | Judith Myers            | In de officiële film gespeeld door Sandy Johnson.       |
| Ken Foree            | Big Joe Grizzly         |                                                         |
| Pat Skipper          | Mason Strode            |                                                         |
| Udo Kier             | Morgan Walker           |                                                         |
| Leslie Easterbrook   | Patty Frost             |                                                         |
| Richard Lynch        | Rector Chambers         |                                                         |
| Skyler Gisondo       | Tommy Doyle             | In de officiële film gespeeld door Brian Andrews.       |
| Jenny Gregg Stewart  | Lindsey Wallace         | In de officiële film gespeeld door Kyle Richards.       |
| Nick Mennell         | Bob Simms               | In de officiële film gespeeld door John Michael Graham. |

Andere acteurs die in de film te zien zijn zijn Daryl Sabara en Clint Howard.

## Verschillen met het origineel
- In Zombies versie van Halloween is meer tijd besteed aan de jonge versie van Myers tot aan het bloedbad waarvoor hij opgenomen werd. In de originele versie wordt deze gebeurtenis voornamelijk 'genoemd', aangevuld met enkele beelden. In de nieuwe versie is Myers kindertijd een wezenlijk in beeld gebracht onderdeel van de film. Concreet komt dit neer op:
  - Een wezenlijke rol voor Deborah Myers, Michaels moeder. In het origineel uit 1978 komt zij alleen een paar seconden in beeld, wanneer Michael na de moord op zijn zus het huis verlaat en zijn ouders komen aanrijden.
  - In de nieuwe versie blijkt Deborah een stripper die op zeker moment zelfmoord pleegt. Van beide wordt in het origineel niets vermeld.
  - In het origineel is de moord op zijn zus Michaels eerste. In de nieuwe versie moet een klasgenoot er als eerste aan geloven.
- Van Baby Boo (de latere Laurie) is in het origineel geen spoor te bekennen.
- In Zombies versie van Halloween wordt meteen onthuld dat Laurie Strode het zusje van Michael Myers is. In de originele cyclus werd dit pas duidelijk in Halloween II.
- De familie van Michael is in de nieuwe versie een disfunctioneel, asociaal geheel. In het origineel maken ze nooit die indruk, in de paar minuten speeltijd die de leden vullen.
- In de nieuwe versie vermoordt Myers ook het vriendje van zijn zus, voor hij haarzelf doodsteekt. In het origineel verlaat de jongen ongeschonden het huis zonder Myers tegen te komen.
- De climax van de nieuwe versie vindt plaats in een leeg zwembad. In het origineel wordt Myers door Loomis net zo lang beschoten totdat hij door het raam valt van de eerste verdieping van het huis, waarna hij verdwijnt.

## Ontvangst
Halloween werd uitgebracht op 31 augustus 2007 en werd door het publiek gemengd ontvangen. Op Rotten Tomatoes heeft de film een score van 29% op basis van 119 beoordelingen. Metacritic komt op een score van 47/100, gebaseerd op 55 beoordelingen. In 2009 werd een vervolgfilm uitgebracht onder de naam Halloween II.